# Духовая трубка

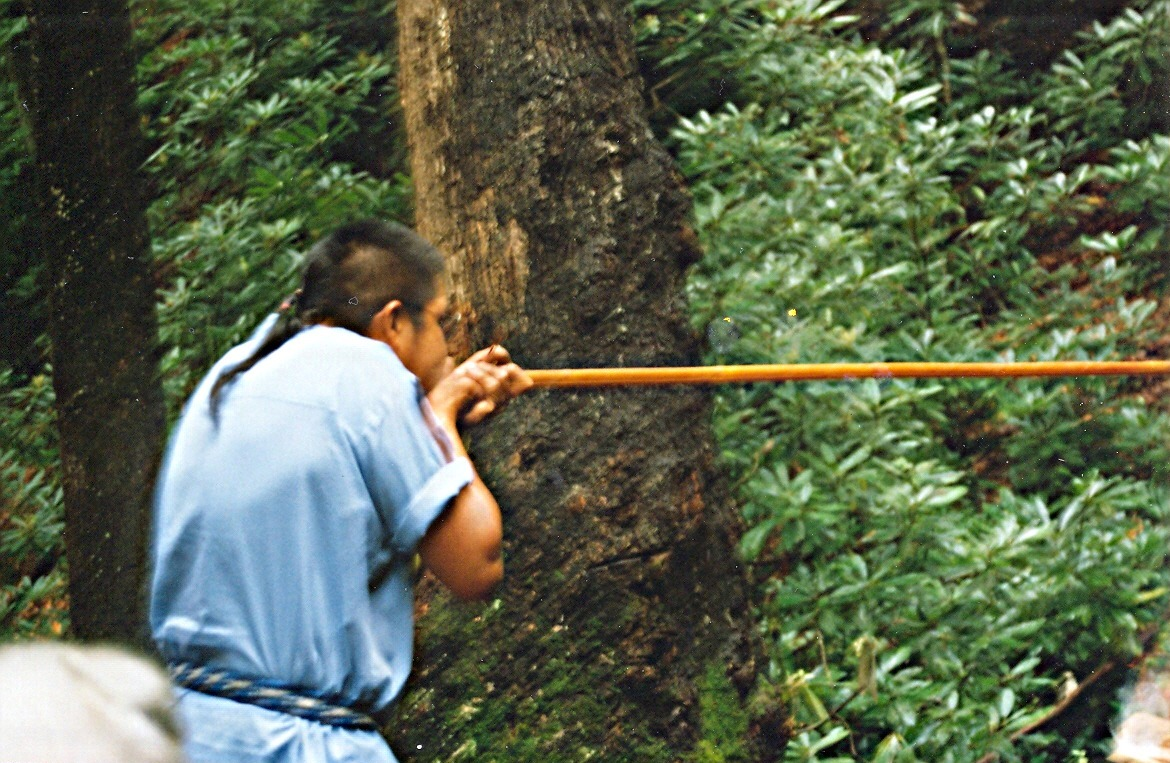
Демонстрация духового ружья индейцев чероки в Чероки (Северная Каролина) в штате Северная Каролина, США

Духовая трубка (духовое ружьё) — духовое оружие, представляющее собой полую трубку, которая направляет снаряд (обычно стрелку, уменьшенный вариант стрелы для лука), приводимый в движение воздухом, выдуваемым человеком.

## История
В тех регионах планеты, где, с одной стороны, не встречалось пород дерева пригодных для изготовления сколько-то приемлемых луков, а с другой стороны, среди растений и/или животных имелись такие, которые могли бы предоставить аборигенам сильные мгновенного действия яды, распространение приобрело духовое ружьё — трубка для выдувания отравленных стрел.
Простейшим и наиболее компактным был африканский вариант такого оружия — десятисантиметровая стрелка из естественного шипа выдувалась из трубки длиной 50 см. Стрельба велась главным образом по птицам на 10—20 метров. Яд африканцев был довольно слабым — человека могло убить только несколько попаданий в лицо или в область сердца.
Однако охотничьи трубки бразильских индейцев сарбаканы и жителей Индонезии сумпитаны имели длину до 2,5 метров и прицел со сквозными отверстиями. Существовали две их модификации. Из одной стрелы действительно выдувались, но другая представляла собой подобие современного велосипедного насоса, — на ствол надевался более широкий наружный с одного конца закрытый цилиндр. При ударе по торцу наружный цилиндр наезжал на ствол, создавая избыточное давление. Стрела из ударной трубки летела вдвое дальше (до 100 метров), но менее точно.

## Основные типы боевого духового оружия
1. Пукуна — лёгкая и прочная конструкция из тонкого стебля тростника «урах», вставленного в оболочку из двух половинок пальмового дерева «самора», скреплённых плотной обмоткой ротанговых волокон, либо оболочкой из кишок животных, иногда цементирующим составом из «чёрного воска», который туземцы-макуши называли «куруманни». В результате устраняется основной недостаток духовых трубок из тростника — малая служебная прочность, впервые реализуется идея лейнирования ствола, широко распространённая в современном линейном оружии.
2. Томеанг — в качестве исходных материалов для внутреннего канала и наружной упрочняющей оболочки используются бамбуковые стебли с выбитыми перегородками, причём внутренний канал бамбукового лейнера подвергается тщательному скоблению и полировке.
3. Сарбакан — изготавливается из двух половинок пальмового дерева, скрепляемых спиральной обмоткой из растительных волокон «джакитара». После сборки и финишной обработки полукруглые канавки на внутренней поверхности образуют правильный цилиндрический канал, пригодный для стрельбы.
4. Сумпитан — сделан из целого куска борнейского железного дерева[англ.]. Любимое оружие даяков племён Пунана и Кения-Кайян на Борнео, аборигенов Моллукских и Филиппинских островов[3].
5. Тупак — использовался в Туркестане. Представляет собой деревянную трубку, длиной 2 метра и более, из которой шариками из влажной глины подстреливали птиц[4].

Эффективная дальность стрельбы из длинных трубок достигает 15—20 метров. Убойная сила снаряда является достаточной для поражения среднего по размерам и весу животного, например 5—7 кг примата. Поражение же более крупных целей обуславливалась отравляющими веществами, которыми снабжался наконечник стрелы.